# Зона Б-4
„Зона Б-4“ е градоустройствена зона на Центъра на град София, България, разположена в северозападната му част.
Тя се намира между булевардите „Инженер Иван Иванов“, „Александър Стамболийски“, „Сливница“ и улица „Опълченска“, включвайки средната част на стария квартал „Ючбунар“. Разположен е между кварталите „Зона Б-5“ на юг и „Банишора“ на север, западно от „Зона Б-18“ и източно от „Зона Б-3“.